# Frauen im Alten Testament
Frauen kommen im Alten Testament auf vielschichtige Weise vor. Zum einen handeln die im Alten Testament überlieferten Geschichten in einer Umwelt, die von patriarchalen Gesellschaftsordnungen geprägt war, in denen Frauen nur am Rande vorkamen. Zum anderen gibt es eine große Zahl von Beispielen, in denen Frauen wichtige Rollen übernehmen und als Vorbilder herausgestellt werden.

## Etymologie
Bei dem hebräischen Wort „Frau“ (אִשָּׁה ’iššāh) handelt es sich nicht um die feminine Form des Wortes „Mann“ (אִישׁ ’îš). Für beide Begriffe ist eine Herleitung unsicher. אִשָּׁה ’iššāh, deutsch ‚Frau‘ lässt sich vielleicht von der hebräischen Verbwurzel אנש ’nš, deutsch ‚krank / schwach sein‘ ableiten. Möglich ist aber auch, dass es sich um ein Primärnomen handelt, das heißt, dass das Substantiv nicht von einem Verb abgeleitet werden kann. Für אִישׁ ’îš, deutsch ‚Mann‘ wird eine Ableitung von der Wurzel אישׁ \ אושׁ ’îš / ’ûš, deutsch ‚stark sein‘ diskutiert. Eine solche Wurzel ist aber nicht belegt. Wahrscheinlich handelt es sich auch hier um ein Primärnomen.
Das Wort אִשָּׁה ’iššāh besitzt die beiden Hauptbedeutungen „Frau“ und „Ehefrau“. Es bezeichnet zunächst die Frau im Gegensatz zum Mann, dient also der Angabe des weiblichen Geschlechtes (z. B. Koh 7,26 ). Als „Ehefrau“ beschreibt es die Beziehung der Frau zu ihrem Ehemann, die Bezeichnung konnte auch schon vor der Hochzeit als „Verlobte“ (z. B. Dtn 22,24 ) oder „Braut“ (z. B. Gen 29,1 ) verwendet werden. Darüber hinaus dient das Wort „Frau“ als Schimpfwort für feige Männer (z. B. Jer 51,30 ).

## Beispiele für bedeutende Frauen im Alten Testament
Frauen treten im Tanach als Anführerinnen (z. B. Debora), Prophetinnen (z. B. Mirjam, Hulda oder Noadja) oder Retterinnen des Volkes (z. B. Rahab, Ester oder Judit) auf. In anderen Fällen werden die sozialen Probleme, denen sich insbesondere Frauen ausgesetzt sahen, anhand von Beispielen wichtiger Frauen thematisiert (z. B. Tamar oder Rut). Exemplarisch sein drei Beispiele für bedeutende Frauen im Alten Testament kurz ausgeführt.

### Debora
In der Zeit zwischen Einzug ins gelobte Land und Königtum in Israel wurde das Volk durch sogenannte Richter regiert, die neben Gerichtsaufgaben auch die politische und militärische Führung innehatten. Eine der wenigen Personen aus dieser Gruppe, von denen im Buch der Richter gleich in zwei Kapiteln die Rede ist, ist die Richterin Debora. Über Debora, die auch als Prophetin bezeichnet wird, berichtet die Bibel, dass die Israeliten zu ihr kamen, damit sie Recht spreche (Ri 4,4–5 ). Debora führte zusammen mit Barak den Befreiungskampf gegen den kanaanitischen Feldhauptmann Sisera (Ri 4,6–16 ). Nach dem Sieg der Israeliten wurde Sisera schließlich durch eine weitere Frau, Jaël, getötet (Ri 4,17–22 ).  Deboras Siegeslied (Ri 5,1–31 ), das an die Schilderung dieser Ereignisse anschließt, gilt als einer der ältesten Teile der Bibel.

### Ester
Ester, nach der auch das gleichnamige Buch der Bibel, benannt ist, lebte zur Zeit der persischen Herrschaft über Israel und stieg zur Königin auf. Ein Plan Hamans, alle Juden ermorden zu lassen, konnte nur durch das Eingreifen Esters verhindert werden. Die Ereignisse des Buches Ester stellen den Ursprung des Purimfestes dar.

### Hulda
Nach der Auffindung des Gesetzbuches wurde dieses König Josia vorgelesen. Erschrocken über die bisherige Missachtung des Gesetzes Gottes sendete der König eine Gesandtschaft zur Prophetin Hulda, die in Jerusalem lebte. Hulda verkündete den Gesandten schließlich die Botschaft des HERRN, die einerseits Strafe für die Verfehlungen umfasste, andererseits aber auch eine Gnadenzusage für den König, der seine Schuld ernsthaft bereute (2 Kön 22,8–20 ). Dieses Ereignis stellt die Grundlage dar für die Erneuerung des Bundes mit Gott zur Zeit Josias.
Der Bericht von der Auffindung des Gesetzbuches und der Prophetin Hulda ist für das Alte Testament von so großer Bedeutung, dass er im 2. Buch der Chronik noch einmal wiederholt wird. (2 Chr 34,22–28 ).

## Die Frau in der damaligen Gesellschaftsordnung
Familienrecht
Die Familienstruktur im alten Orient war patriarchal geordnet, was sich teilweise im jüdischen Tanach bzw. im christlichen Alten Testament widerspiegelt. Mit der Heirat erhielt der Mann die Rechtsgewalt über seine Frau. Falls die Vorschrift der Jungfräulichkeit vor der Heirat verletzt wurde, konnte es auch zur Steinigung führen (5 Mos 22,20 ). Gleichzeitig enthält das mosaische Gesetz Vorschriften zum Schutz von Frauen vor entsprechender übler Nachrede (5 Mos 22,13–19 ) und Vergewaltigung (5 Mos 22,23–27 ). Ehebruch stand bei Überführung auf frischer Tat, sowohl für die Frau als auch den Mann, unter Todesstrafe. (5 Mos 22,22 )
Eine Frau war mit einem einzigen Mann verheiratet, während ein Mann unter Umständen mehrere Frauen heiraten konnte (Polygamie). Ein Beispiel ist die sogenannte Schwagerehe, bei der der Bruder eines kinderlos verstorbenen Mannes angehalten war dessen Witwe zu heiraten (5 Mos 25,5–10 ). Dies erfüllte unter anderem die Funktion der Versorgung der sonst oft mittellosen Witwen.
 Wenn ein Mann mit einem Mädchen intim verkehrte, musste er den Brautpreis bezahlen und sie heiraten. Hatte er ihr dabei Gewalt angetan, so verlor er sein Recht zur eventuellen späteren Scheidung und war damit verpflichtet, sie dauerhaft zu versorgen (5 Mos 22,28–29 ). Bei der Eheschließung wurde eine Verlobung vorgeschaltet. Bis zur Hochzeitsfeier lebte die Braut im Hause ihres Vaters. Kinder stärkten den Familienzusammenhalt, wohingegen Kinderlosigkeit als Tragödie empfunden wurde. Die guten Eigenschaften einer Frau werden im Buch der Sprichwörter im letzten Kapitel hervorgehoben (Spr 31,10–31 ).

Erbrecht
Nicht nur Männer, sondern auch Frauen konnten in Israel, anders als in vielen anderen Kulturen der damaligen Zeit, ein Erbe erhalten. Ijobs Töchter erhielten beispielsweise ein Erbteil unter ihren Brüdern (Hi 42,15 ). Moses gab Frauen einen Erbbesitz, wenn keine männlichen Geschwister da waren, um das Erbteil zu erhalten (4 Mos 27,1 ). Auch der Erwerb von Grundbesitz war der Frau möglich (Spr 31,16 ).
Frauen im kultisch-religiösen Bereich
Der Tanach berichtet von einigen Frauen, die als Prophetinnen bezeichnet wurden (z. B. Hulda, Noadja u a). Im Tempel gab es verschiedene Bereiche. Zu den inneren Bereichen hatten nur die Priester Zutritt. Vorgelagert gab es je einen Vorhof für Frauen und einen für Männer.